# MZKT-74135
Der MZKT-74135 (russisch МЗКТ-74135) ist ein Schwerlasttransporter des belarussischen Herstellers Minski Sawod Koljosnych Tjagatschei (russisch Минский завод колёсных тягачей, kurz MZKT bzw. МЗКТ). Er wurde in den 1990er-Jahren primär für das belarussische Militär entwickelt. Der Markenname Volat wird für die Lastwagen ebenso genutzt wie die Typenbezeichnung MZKT-74135. 2016 wurde ein Nachfolger für das Fahrzeug unter der Bezeichnung MZKT-741351 vorgestellt. Der Langhauber ist in Kombination mit einem Sattelauflieger und einem Anhänger für Nutzlasten von 130 Tonnen bzw. einem Gesamtgewicht von 205 Tonnen bei einer Gesamtlänge von über 38 Metern ausgelegt.

## Konzeption

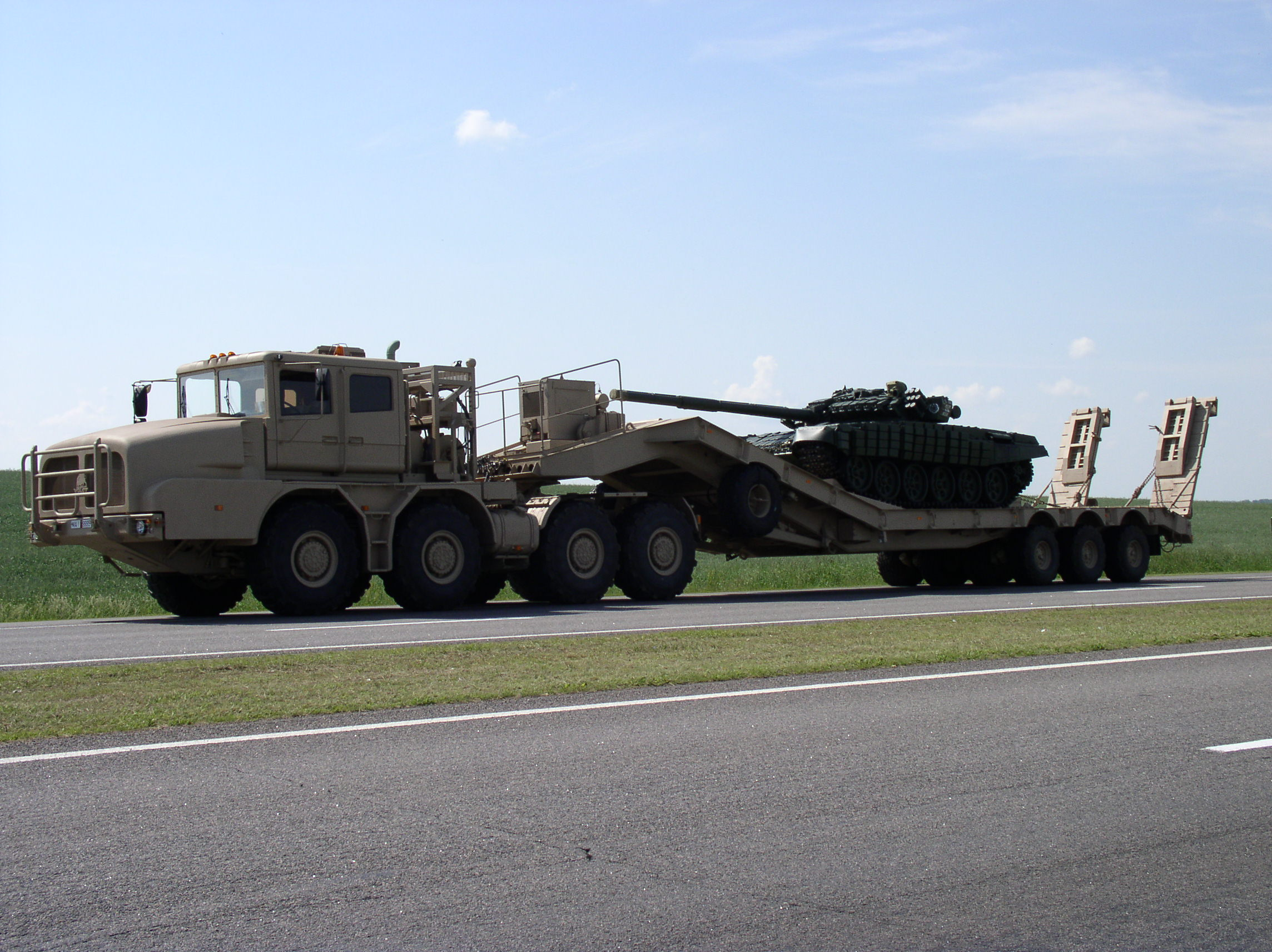
Ein MZKT-74135 mit dem Sattelauflieger MZKT-99942, auf welchem ein T-72AV der belarussischen Armee transportiert wird

Der MZKT-74135 ist ein geländegängiger Panzertransporter mit der Radformel 8×8, der hinsichtlich Motorisierung und Konzeption weltweit einzigartig ist. Der Lkw wird mit zwei Anhängern angeboten, die hintereinander gekoppelt von der Zugmaschine gezogen werden. Dabei handelt es sich um Sattelauflieger MZKT-99942 (Zuladung 70 Tonnen) und um den Anhänger MZKT-83721 (Zuladung 60 Tonnen). Auf diese Weise können insgesamt 130 Tonnen transportiert werden, das heißt ein Kampfpanzer und zwei Schützenpanzer/Mannschaftstransportwagen oder zwei Kampfpanzer.
Der erste Prototyp dieses Panzertransporters wurde 1997 vorgestellt. Im Jahr 2000 wurde eine modernisierte Version gebaut, die speziell für die Teilnahme an einer Ausschreibung der Streitkräfte der Vereinigten Arabischen Emirate für einen Schwerlasttransporter für Leclerc-Panzer (Gewicht ca. 56 Tonnen) entwickelt wurde. Der  MZKT-74135 gewann schließlich diese Ausschreibung und 40 dieser Schwerlasttransporter und die dazugehörigen Anhänger wurden bestellt.
Die Kabine des Panzertransporters bietet Platz für Fahrer und acht weitere Personen.  So kann das Fahrzeug einige Besatzungsmitglieder der transportierten Fahrzeuge mitführen. Alternativ kann die Sitzanordnung in vier Sitze und zwei Schlafplätze umgewandelt werden. Zum Bergen und Verladen besitzt der MZKT-74135 eine Doppelseilwinde von ITAG mit einer Zugkraft von 250 kN pro Trommel.

## Technische Daten
Für den MZKT-74135 mit Sattelauflieger MZKT-99942 und Anhänger MZKT-83721.
- Motor: Viertakt-V12-Dieselmotor
- Motortyp: OM 444LA von Mercedes-Benz mit Abgasturbolader und Ladeluftkühler
- Hubraum: 21,93 l
- Leistung: 796 PS (585 kW) bei 2100 min−1
- Getriebe: Automatikgetriebe, 6 Vorwärts- und 2 Rückwärtsgänge
- Getriebetyp: Allison M6610AR
- Höchstgeschwindigkeit:
  - leer: 82 km/h
  - voll beladen: 50 km/h
- Sitzplätze: 8+1, zwei Schlafgelegenheiten
- Antriebsformel: 8×8
- Länge: 10.510 mm
- Länge des Lastzugs: 38.300 mm
- Breite: 3180 mm
- Höhe: 3950 mm
- Radstand: 2200 + 2750 + 1700 mm
- Höhe der Sattelplatte: 1970 mm
- Wendekreis: 32 m
- Leergewicht Zugmaschine: 29.900 kg
- zulässige Sattellast: 26.000 kg
- zulässige Anhängelast: 175.725 kg
- Nutzlast: 70.000 kg + 60.000 kg
- zulässiges Gesamtgewicht: 205.400 kg